# هانا فوجلستروم
هانا فوجلستروم (بالسويدية: Hanna Fogelström) مواليد 8 نوفمبر 1990 في السويد، هي لاعبة كرة يد سويدية تلعب كجناح أيمن. مثلت منتخب السويد لكرة اليد للسيدات. شاركت في دورة الألعاب الأولمبية الصيفية سنة 2012. حققت المركز الثالث في بطولة أوروبا لكرة اليد للسيدات 2014.

## سجل المنافسة
شاركت في البطولات التالية:
- الألعاب الأولمبية الصيفية 2012
- بطولة العالم لكرة اليد للسيدات 2011
- بطولة أوروبا لكرة اليد للسيدات 2012
- بطولة أوروبا لكرة اليد للسيدات 2014

## الميداليات
| الميدالية | المسابقة                            |
| --------- | ----------------------------------- |
| برونزية   | بطولة أوروبا لكرة اليد للسيدات 2014 |

## روابط خارجية
- هانا فوجلستروم على موقع الاتحاد الأوروبي لكرة اليد (الإنجليزية)
- هانا فوجلستروم على موقع أوليمبيديا (الإنجليزية)
- هانا فوجلستروم على موقع اللجنة الأولمبية السويدية (السويدية)